# نور أفسون قادين
- نور أفسون قادین : هي زوجة السلطان العثماني عبد الحميد الثاني.[1] وُلدت في 1851م، وتوفيت في 1915م.[2][3][4]